# James Bruce
James Bruce z Kinnairdu (14. prosince 1730 u Kinnairdu – 27. dubna 1794 tamtéž) byl skotský cestovatel a botanik.

## Život a kariéra
Studoval právo na Edinburské univerzitě. Brzy se oženil a následně v letech 1754 až 1761 pracoval v Londýně jako obchodník s vínem. V roce 1762 byl jmenován konzulem u beje v Alžírsku. Po několika cestách do vnitrozemí Afriky a Středomoří zamířil v roce 1767 do Asie a navštívil zde Baalbek a Palmýru. Vytvořil několik kreseb starověkých památek, které jsou uloženy v Královské knihovně v Kew.
Poté, co ovdověl, odcestoval Bruce na jaře 1768 do Káhiry a putoval proti proudu Nilu. Jeho expedice skončila v roce 1773. Navštívil Veset a Údolí králů. Jako první badatel zdokumentoval hrobku faraona Ramesse III. Poté odjel do Asuánu, vrátil se do Qeny a cestoval s karavanou do Qosseiru u Rudého moře. Odtud pokračoval do Gondaru, hlavního města Habeše.
V Gondaru byl přijat na dvoře mladého něguše (krále) Tekle Haymanouta II. a jeho prvního ráse (ministra) Mikaela Sehula, který v zemi fakticky vládl. Díky svým lékařským znalostem zde Bruce získal velkou autoritu; dokázal ochránit královskou rodinu před epidemií neštovic. V Etiopii strávil více než tři roky, navštívil zde východní prameny přítoků Nilu. Nárokoval si objevení těchto pramenů, přestože je již roku 1618 popsal portugalský jezuita Pedro Páez a v roce 1622 také portugalský misionář Jeromo Lobo. Bruce označil jejich zprávy za nedůvěryhodné. Pokračoval v cestě přes severní Núbii do Alexandrie. Po jedenácti letech se vrátil do Skotska, kde napsal pětisvazkové dílo Travels to discover the sources of the Nile. Kniha však byla Bruceovými současníky kritizována za nevěrohodnost.
V roce 1776 se Bruce stal členem Královské společnosti (Royal Society for the Improvement of Natural Knowledge). Byl po něm pojmenován rostlinný rod Brucea J.F.Mill. z čeledi Simarubovitých.

## Botanika
James Bruce popsal tyto rostliny:
- Acacia kantuffa
- Adropogon afer
- Balessam
- Bankesia
- Bauhimia acuminata
- Canarium resiniferum
- Ensete
- Mimosa sanguinea
- Polymnia frondosa
- Walcuffa pentapetes